# Vincenzo Baldoni
Vincenzo Baldoni (Sicignano degli Alburni, 19 agosto 1924 – Matera, 25 gennaio 2003) è stato un architetto italiano.

## Biografia
Si laurea in architettura a Napoli nel febbraio del 1952 con il professor Canino. Nel 1952 lavora a Napoli all'Ufficio Allestimenti della Mostra del Lavoro Italiano nel Mondo già Mostra d'Oltremare (Fuorigrotta - Napoli). Nel 1953 arriva a Matera chiamato dall'architetto Luigi Piccinato a collaborare al nuovo Piano Regolatore e per lavorare in particolare sulla questione del risanamento dei Sassi. Insieme redigono il primo rilievo completo dei Sassi con una ricca dotazione di schizzi e un grande plastico. Nel 1955 è alla Segreteria del Piano Regionale per la Campania e per il Molise, alle dipendenze del Provveditorato alle OO.PP. di Napoli in qualità di collaboratore dell'ingegner Biraghi. Sempre nel 1955 viene ammesso con il gruppo del professor R. Pane di Napoli nell'elenco dei progettisti in gruppo INA - CASA e contemporaneamente presta la sua collaborazione presso l'Ufficio Progetti della Società per il Risanamento di Napoli. Nel 1961 riceve la segnalazione INARCH per la Lucania. Nel 1968, invece, risulta 1º classificato INARCH per la Lucania, insieme con l'arch. Barbato, al Concorso nazionale per la progettazione e direzione dei lavori del progetto di costruzione dell'Istituto Tecnico Agrario di Matera. Progetta e dirige numerose opere pubbliche tra cui l'Ampliamento del Museo Ridola di Matera e il relativo allestimento curato insieme con l'Ing. Pier Giorgio Corazza; la costruzione dell'Infermeria chirurgica di 33 posti letto a Stigliano; una Scuola elementare per 16 aule a Matera; un Asilo permanente per divezzi e lattanti a Matera per 100 posti letto; n. 2 Scuole Elementari. Nel 1967 riceve l'incarico per la realizzazione del Piano Regolatore Generale della città di Matera. Nel 1963 è vincitore, in collaborazione con l'ingegner Pier Giorgio Corazza del Concorso per il piano particolareggiato del nuovo centro direzionale di Matera. L'anno dopo vince il 1º premio del Concorso nazionale per la progettazione del Palazzo di città e del Palazzo di Giustizia in collaborazione con altri professionisti. Progetta per il Consorzio per il Nucleo di industrializzazione della Valle del Basento il Palazzo degli Uffici.
Numerosi sono i suoi progetti di fabbricati per civili abitazioni a Roma in Via Ambrosini ed a Matera. Nel 1976 è componente del gruppo del prof. G. De Franciscis 3º classificato al Concorso Internazionale per il Risanamento dei Sassi (il 1º premio non fu assegnato). È di Baldoni il progetto e la direzione dei lavori per il restauro conservativo, nel 1977, del Castello Tramontano del XVI sec. di Matera. Nel 1981 cura il progetto e la direzione dei lavori di restauro del Seminario Lanfranchiano del XVIII sec. di Matera. Nel 1985 in collaborazione con il figlio Renato, architetto, progetta per conto del Ministero dei Beni Culturali un Deposito Laboratorio di Restauro. Come dirigente tecnico dello I.A.C.P di Matera contribuirà a caratterizzare e qualificare l'edilizia popolare in città e in provincia, in continuità con il patrimonio di edilizia popolare dei quartieri realizzato a Matera dai più grandi protagonisti dell'architettura italiana del Novecento.
Realizza diversidisegni artistici e schizzi a china. Fecondi i suoi rapporti con artisti come Guerricchio e Basaglia, Masi e Del Pezzo. Geniale la sua intuizione nel favorire la relazione con sociologi ed urbanisti come Aldo Musacchio ed il gruppo del Politecnico. Alla sua morte, avvenuta improvvisamente nel gennaio 2003, si dirà che con lui è scomparso "uno dei più degni protagonisti dell'architettura contemporanea a Matera".

## Archivio
L'archivio è costituito dalla documentazione relativa all'attività professionale svolta dall'architetto Baldoni nei settori della progettazione architettonica ed urbanistica nonché da alcuni schizzi e disegni artistici. Vi sono progetti realizzati in collaborazione con diversi architetti che hanno operato sia in ambito locale materano che nazionale. Per ciascuno dei 37 progetti sono conservati relazioni tecniche, contabilità di cantiere, corrispondenza e pratiche amministrative, oltre a materiale fotografico e a un plastico di progetto. Il fondo comprende anche n. 881 disegni a china ed a pastello e schizzi a matita a colori ed in bianco e nero; n. 142 caricature di personaggi celebri locali e nazionali realizzate a china ed a matita..